# Morti nel 1037
| Questa pagina contiene informazioni ricavate automaticamente dalle voci biografiche con l'ausilio del template Bio e di un bot. L'aggiornamento è periodico e automatico e ricostruisce completamente la pagina. Se manca una persona in questa lista, sei pregato di non aggiungerla, ma accertati piuttosto che la sua voce biografica contenga il template Bio e che i dati anagrafici siano correttamente compilati. Se il template Bio manca, inseriscilo tu stesso o, in alternativa, metti l'avviso {{tmp\|Bio}} che ne segnala la mancanza. Se i dati riportati sono sbagliati, correggi direttamente la voce biografica; le modifiche saranno visibili in questa lista entro pochi giorni. Per chiarimenti vedi il progetto biografie. La lista contiene solo le 12 persone che sono citate nell'enciclopedia e per le quali è stato implementato correttamente il template Bio. Pagina aggiornata al 26 apr 2025. |

- 21 giugno - Avicenna, medico, filosofo e matematico persiano (n. 980)
- 4 settembre - Bermudo III di León, re
- 15 novembre - Oddone II di Blois, conte
- Boleslao III di Boemia, sovrano boemo
- Guglielmo III di Tolosa, conte
- Landolfo, vescovo italiano
- Roberto d'Évreux, nobile normanno
- Sigfrido II di Stade, nobile tedesco (n. 956)
- Tammo, nobile tedesco
- Muhammad al-Baghdadi, matematico iracheno
- Aḥmad ibn Yūsuf al-Akḥal, politico arabo
- ʿAbd al-Qāhir al-Baghdādī, matematico arabo